# Isabella Ayuk
Isabella Agbor Ayuk (sinh ngày 28 tháng 11 năm 1986) nổi tiếng vì tranh cãi về tuổi tác ngay sau khi đoạt giải Cô gái đẹp nhất trong cuộc thi Nigeria năm 2012. Được lên kế hoạch đại diện cho đất nước của cô tham gia cuộc thi Hoa hậu Thế giới 2012, sau này cô cũng trở thành thí sinh đại diện Nigeria tham gia cuộc thi Hoàn hậu Hoàn vũ 2012.

## Đầu đời
Sinh ra trong một gia đình có người cha đa thê, Ayuk là người con thứ 24 trong số 24 đứa trẻ. Cô học ngành Quản trị Kinh doanh tại Đại học Calabar, tốt nghiệp năm 2011. Trước khi chiến thắng cuộc thi MBGN, cô là một thí sinh kỳ cựu, đã từng tham gia thi đấu trong các phiên bản năm 2009 và 2010, cũng như cuộc thi Hoa hậu Nigeria 2004, Hoa hậu Nam Phi 2007 và Hoa hậu toàn cầu Nigeria 2009. Cô cùng là một trong số ít thí sinh đại diện cho tiểu bang thực sự nơi họ xuất xứ. Cô là một trong số ít phụ nữ không thuộc vùng Đông Nam giành được danh hiệu từ Celia Bissong vào năm 2003 và Agbani Darego 2001 tất cả từ South South.

## MGBN
Ayuk được trao vương miện của cuộc thi Cô gái xinh đẹp nhất Nigeria tại một buổi lễ được tổ chức tại khách sạn Best Western ở Benin City vào tháng 5 năm 2012. Công việc chính của cô là giúp nhận thức về Bệnh thương hàn, vì từng có ký ức về em gái qua đời vì căn bệnh này.